# Belle Épreuve
 (décembre 2023).
Si vous disposez d'ouvrages ou d'articles de référence ou si vous connaissez des sites web de qualité traitant du thème abordé ici, merci de compléter l'article en donnant les références utiles à sa vérifiabilité et en les liant à la section « Notes et références ».

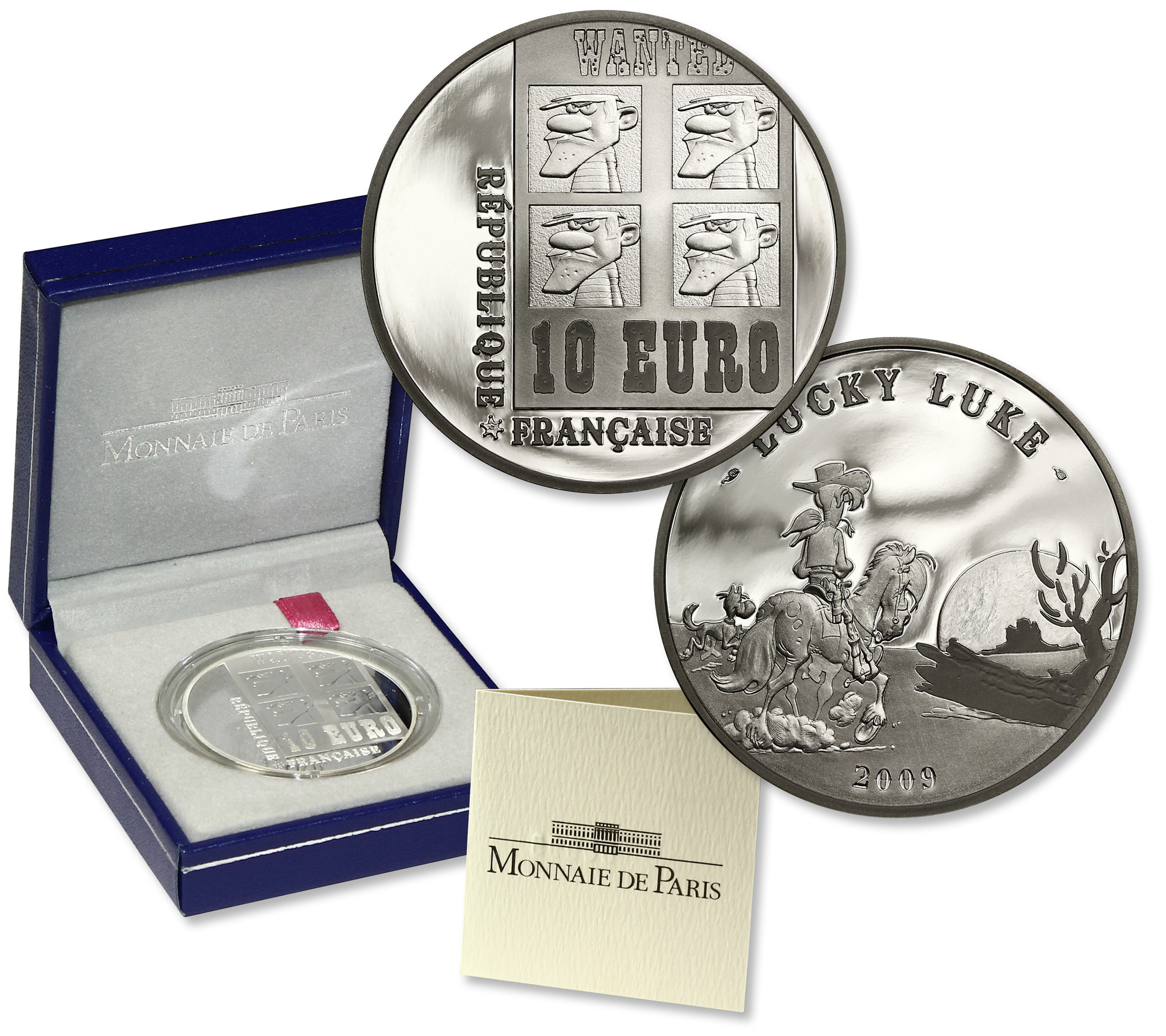
10 euro Belle épreuve Lucky Luke.

En numismatique, « Belle Épreuve » (ou BE) désigne la qualité caractérisant une monnaie dont le relief est mat et le fond comme un miroir. La qualité « Belle Épreuve » correspond à l’anglais PRF (Proof) ou encore à l’allemand PP (Polierte Platte, Spiegelglanz). En Suisse, on utilise le terme de « Flan Bruni » (FB) pour la désigner.

## Fabrication
C'est une frappe spéciale réalisée avec des flans neufs, présélectionnés ou usinés spécialement, et avec un outillage de frappe (coins) également neuf. Dans la plupart des ateliers, ces pièces sont frappées une à une par un monnayeur qui vérifie la qualité de chaque pièce après la frappe.
Dès la frappe, la pièce est manipulée avec soin et enfermée dans un emballage scellé, sous vide d'air ; c'est le niveau de perfection et de conservation le plus élevé en numismatique.

## Historique
En France, les coffrets « Belle Épreuve » de pièces en francs existent depuis 1991 ; ils ont remplacé les coffrets « Fleurs de coin ».
Depuis 2002, les instituts européens frappent, pour la plupart d'entre eux, des coffrets euro BE ; seule la Grèce n'en a jamais frappé jusqu'en novembre 2011, date de sortie du premier coffret BE.